# D. H. Burnham & Company
La D.H. Burnham & Company è stato uno studio di architettura fondato a Chicago nel 1891 da Daniel Burnham dopo la morte del suo socio, John Root. La società è divenuta una delle più influenti nel campo dell'architettura e dell'urbanistica statunitense, conosciuta per la progettazione di alcuni dei grattacieli e degli edifici pubblici più iconici dell'epoca, nonché per il suo contributo alla pianificazione urbana.
L'eredità di D.H. Burnham & Company è ancora visibile oggi nelle città americane e nel mondo, con molti dei suoi edifici che continuano a rappresentare pietre miliari nell'evoluzione dell'architettura e della progettazione urbana. La fusione di innovazione tecnologica, design estetico e pianificazione urbana ha consolidato Burnham come uno dei più influenti architetti della sua epoca.

## Storia
Lo studio ha avuto origine come Burnham & Root, una partnership fondata nel 1873 da Daniel Burnham e John Root, due giovani architetti che avevano lavorato insieme presso l'ufficio di Carter, Drake & Wight a Chicago . Nei primi anni, il loro lavoro si concentrò principalmente su edifici residenziali e commerciali, ma nel 1882 il Montauk Building segnò l'inizio del loro coinvolgimento nel campo dei grattacieli. L'edificio è considerato uno dei primi esempi di grattacielo in acciaio e vetro, e da lì la società iniziò a sviluppare competenze nella progettazione di edifici alti.
Dopo la morte prematura di John Root nel 1891, il nome dello studio venne cambiato in D.H. Burnham & Company, con Burnham che continuò a guidare lo studio verso una maggiore espansione e innovazione. Nel 1893, Burnham fu direttore dei lavori per la World’s Columbian Exposition di Chicago, dove, insieme ad altri architetti come Frederick Law Olmsted, progettò la "White City", un complesso di edifici neoclassici che divenne un modello di simmetria e monumentalità, influenzando il movimento della City Beautiful .
Nel corso dei decenni successivi, Burnham & Company progettò oltre 200 edifici, tra cui grattacieli, stazioni ferroviarie, e grandi magazzini, estendendo la sua influenza a livello nazionale e internazionale. Il suo lavoro rifletteva una fusione di architettura neoclassica e tecnologie moderne come l'uso del ferro e del vetro, che definì un'era di innovazioni nell'architettura americana .

## Progetti principali
Tra i progetti più significativi realizzati dallo studio si annoverano:
- Flatiron Building (1902), New York: uno degli edifici più iconici della città, caratterizzato da una pianta triangolare che sfrutta l'angolo di intersezione tra Broadway e Fifth Avenue [2].
- Reliance Building (1895), Chicago: progettato da Charles Atwood, questo grattacielo fu una delle prime realizzazioni in vetro e acciaio, un precursore dei grattacieli modernisti [3].
- Ellicott Square Building (1896), Buffalo: all'epoca il più grande edificio del mondo, che occupava un intero isolato cittadino [2].
- Union Station (1907), Washington D.C.: un capolavoro di architettura neoclassica e funzionale, una delle stazioni ferroviarie più maestose degli Stati Uniti [2].
- Field Museum (1920), Chicago: progettato in stile neoclassico, divenne una delle principali istituzioni culturali della città [2].

## Espansione e impatto
Oltre ai progetti a Chicago, la società ha realizzato edifici significativi in altre città americane e internazionali. Tra questi, il Frick Building e l'Oliver Building a Pittsburgh, Wanamaker's a Filadelfia, Selfridges a Londra e Gimbels a New York, nonché la Marshall Field & Company a Chicago. Il lavoro di Burnham & Company ha avuto un impatto notevole sulla pianificazione urbana, in particolare con il Piano di Chicago del 1909, un ambizioso progetto di riorganizzazione e miglioramento urbano che, sebbene solo parzialmente realizzato, è considerato una pietra miliare nella storia dell'urbanistica .

## Evoluzione dello studio
Nel 1912, alla morte di Burnham, la società aveva circa 200 dipendenti, rendendola una delle più grandi aziende di architettura degli Stati Uniti. Il controllo passò a Ernest Graham e ai figli di Burnham, Daniel Jr. e Hubert. Nel 1917, con la partenza dei figli di Burnham, il nome dello studio fu cambiato in Graham, Anderson, Probst & White, e la società continuò a operare con una nuova generazione di architetti .